# Thượng Hội đồng Giám mục (Công giáo)
Trong Giáo hội Công giáo Rôma, Thượng hội đồng Giám mục hay Thượng Hội nghị Giám mục là một cơ quan tư vấn cho Giáo hoàng. Cơ cấu này được mô tả trong Bộ Giáo luật (CIC) với định nghĩa là một đại hội gồm các Giám mục được tuyển chọn từ nhiều miền khác nhau trên thế giới, tụ họp lại vào những thời kỳ được ấn định, để cổ võ sự hiệp nhất chặt chẽ giữa Đức Thánh Cha với các Giám mục, và để giúp ý kiến cho Đức Thánh Cha trong việc bảo vệ và tăng tiến Đức Tin và phong hóa, và trong việc duy trì và củng cố kỷ luật Giáo hội; ngoài ra, còn để nghiên cứu các vấn đề liên quan tới hoạt động của Giáo hội trong thế giới.
Thượng hội đồng giám mục thường tổ chức với thời gian dài, ngay cả khi nó không được phân chia thành các phiên họp. Theo định kỳ, Thượng Hội đồng được tổ chức nếu nó liên quan đến Giáo hội toàn cầu hoặc loại Thượng Hội đồng ngoại thường dành cho các vấn đề của một khu vực địa lý cụ thể. Các lần họp Thượng Hội đồng Giám mục thường lệ tổ chức sau mỗi khoảng thời gian cố định và được gọi là "ngoại thường' nếu tổ chức nhằm xử lý các vấn đề khẩn cấp.
Thượng hội đồng giám mục cũng có một ban thư ký thường trực có trụ sở tại Rome nhưng họ không phải là một phần của Giáo triều Rôma. Giáo hoàng Phanxicô đã tăng đáng kể cả thẩm quyền và ảnh hưởng của Thượng hội đồng vào tháng 9 năm 2018.

## Từ nguyên
Mặc dù tiếng Việt gọi là "Thượng Hội đồng Giám mục" nhưng từ nguyên của thể chế này synodus trong tiếng Latinh, được ghép bởi hai từ của tiếng Hy Lạp là "syn" ("cùng nhau") và "odos" ("con đường") nên nó có nghĩa cơ bản là "đồng hành, cùng nhau bước đi".

## Danh sách thượng hội đồng

### Thượng Hội đồng thường lệ
| Năm       | Lần Thường lệ | Chủ đề |
| --------- | ------------- | --- |
| 1967      | I             | Gìn giữ và cũng cố Đức Tin Công giáo, sự toàn vẹn, sức mạnh, sự khai triển, sự mạch lạc trên bình diện giáo lý và phát triển lịch sử |
| 1971      | II            | Chức Linh mục thừa tác và sự công bằng trên thế giới                                                                                 |
| 1974      | III           | Rao Giảng Phúc Âm trong thế giới hiện đại                                                                                            |
| 1977      | IV            | Việc giảng dạy giáo lý trong thời đại chúng ta                                                                                       |
| 1980      | V             | Gia Đình Kitô |
| 1983      | VI            | Đền Tội và Hòa Giải trong sứ mạng của Giáo hội                                                                                       |
| 1987      | VII           | Ơn gọi và sứ mạng của giáo dân trong giáo hội và trong thế giới                                                                      |
| 1990      | VIII          | Việc Huấn luyện Linh Mục trong những hoàn cảnh ngày nay                                                                              |
| 1994      | IX            | Đời tận hiến và vai trò của nó trong giáo hội và trong thế giới                                                                      |
| 2001      | X             | Giám mục: người tôi tớ của Phúc Âm Chúa Giêsu Kitô để mang lại hy vọng cho thế giới                                                  |
| 2005      | XI            | Bí tích Thánh Thể, nguồn mạch và chóp đỉnh đời sống và sứ vụ của Giáo hội                                                            |
| 2008      | XII           | Lời Chúa trong đời sống và sứ vụ của Giáo hội                                                                                        |
| 2012      | XIII          | Tân Phúc âm hóa để loan truyền đức tin Kitô giáo                                                                                     |
| 2015      | XIV           | Ơn gọi và sứ mạng của gia đình trong Giáo hội và trong thế giới ngày nay                                                             |
| 2018      | XV            | Giới trẻ, Đức tin và biện phân ơn gọi                                                                                                |
| 2021-2024 | XVI           | Về một Giáo hội Hiệp hành: Hiệp thông, Tham gia và Sứ vụ                                                                             |

### Thượng Hội đồng ngoại thường
| Năm  | Lần Ngoại thường | Chủ đề                                                              |
| ---- | ---------------- | ------------------------------------------------------------------- |
| 1969 | I                | Sự cộng tác giữa Tòa Thánh và các Hội Đồng Giám mục                 |
| 1985 | II               | Kỷ niệm 20 năm kết thúc Công Đồng Vaticanô II                       |
| 2014 | III              | Những thách đố mục vụ gia đình trong bối cảnh truyền giảng Tin Mừng |

### Thượng Hội đồng với các vấn đề riêng của các châu lục
| Năm  | Khu vực                 | Chủ đề |
| ---- | ----------------------- | --- |
| 1980 | Hà Lan                  | Hoàn cảnh Mục Vụ tại Hà Lan |
| 1991 | Châu Âu                 | Ngõ hầu chúng ta có thể là những chứng nhân của Chúa Kitô, Đấng đã giải phóng chúng ta                                                     |
| 1994 | Châu Phi                | Giáo hội tại Phi Châu và sứ mạng rao giảng Phúc Âm hướng đến năm 2000: Các con sẽ là những chứng nhân của Ta                               |
| 1995 | Li Băng                 | Chúa Kitô là niềm hy vọng của chúng ta: Được canh tân bởi Chúa Thánh Thần, trong tình liên đới, chúng ta làm chứng cho tình yêu Thiên Chúa |
| 1997 | Châu Mỹ                 | Gặp gỡ với Chúa Giêsu Kitô hằng sống: con đường hoán cải, hiệp thông và liên đới tại Mỹ Châu                                               |
| 1998 | Châu Á                  | Chúa Giêsu Kitô, Đấng Cứu chuộc và sứ mạng yêu thương và phục vụ của Ngài tại Á Châu: Để họ được sống và sống dồi dào                      |
| 1998 | Châu Đại dương          | Chúa Giêsu Kitô và các dân tộc của Đại Dương Châu: bước đi trên con đường của Chúa, rao giảng sự thật của Chúa, và sống sự sống của Chúa   |
| 1999 | Châu Âu                 | Chúa Giêsu Kitô, sống động trong Giáo hội, nguồn mạch của Hy vọng cho Âu Châu                                                              |
| 2009 | Châu Phi                | Giáo hội tại Phi Châu phục vụ công cuộc hòa giải, nền công lí và hòa bình. Anh em là muối cho đời ... Anh em là ánh sáng cho trần gian     |
| 2010 | Trung Đông              | Giáo hội Công giáo trong vùng Trung Đông: hiệp thông và chứng tá                                                                           |
| 2019 | Châu Mỹ Latinh (Amazon) | Amazon: những lối đi mới cho Giáo hội và cho một nền sinh thái toàn diện                                                                   |